# Endasys pentacrocus
Endasys pentacrocus là một loài tò vò trong họ Ichneumonidae.